# Antoinette, Prințesă Moștenitoare a Bavariei
Prințesa Antonia de Luxemburg (Antoinette Roberte Sophie Wilhelmine; 7 octombrie 1899 – 31 iulie 1954) a fost membră a Casei de Nassau-Weilburg și a doua soție a Prințului Rupert, ultimul prinț moștenitor al Bavariei. Prin căsătorie, a fost considerată moștenitoarea iacobită la tronul Angliei, Irlandei, Scoției și Franței din 1921 până în 1954.

## Familie

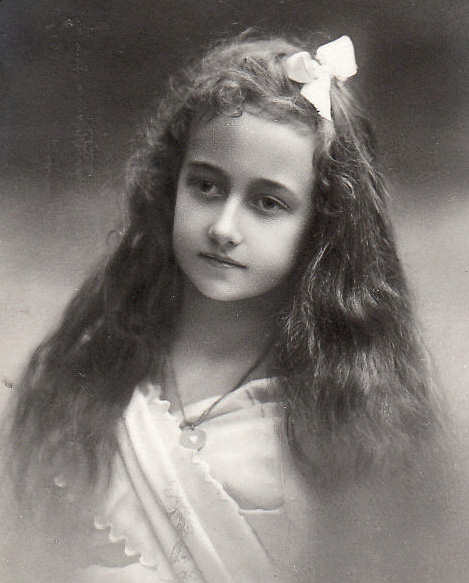
Prințesa Antonia la vârsta de 10 ani.

Născută la Castelul Hohenburg, în Bavaria Superioară, Antonia a fost a patra fiică a lui William al IV-lea, Mare Duce de Luxemburg care a domnit în perioada 1905 și 1912 și a soției acestuia, Marie Anne a Portugaliei. Bunicii materni au fost regele detronat Miguel I al Portugaliei și Prințesa Adelaide de Löwenstein-Wertheim-Rosenberg.
Antonia a fost sora mai mică a două succesive Mari Ducese de Luxemburg: Marie-Adélaïde și Charlotte. În familie i se spunea "Toni".

## Căsătorie și copii
Antonia a devenit a doua soție a lui Rupert, Prinț Moștenitor al Bavariei. Cei doi s-au logodit la 26 august 1918. La aceea vreme, Rupert era Generalfeldmarschall în armata imperială germană și a avut succes la comanda armatei a 6-a în Bătălia de la Lorena. 
Sora ei, Marea Ducesă a Luxemburgului, Marie-Adélaïde, a fost forțată să abdice la 10 ianuarie 1919. În ciuda abdicării și a răsturnării regatului Bavariei în favoarea republicii, cei doi s-au căsătorit la 7 aprilie 1921 la Castelul Hohenburg.
Ca oponenți ai regimului nazist, Antonia și Rupert au fost forțați să plece în exil în Italia în 1939. De acolo au plecat în Ungaria. Când Germania a ocupat Ungaria în octombrie 1944, Antonia și copii au fost capturați în timp ce Rupert era încă în Italia. Au fost închiși la Sachsenhausen. La începutul lui aprilie 1945 au fost mutați la lagărul de concentrație de la Dachau. Deși au fost eliberați în aceeași lună, închisoarea a avut un mare impact asupra sănătății Antoniei; ea a murit nouă ani mai târziu, la Lenzerheide, Elveția, la vârsta de 54 de ani.

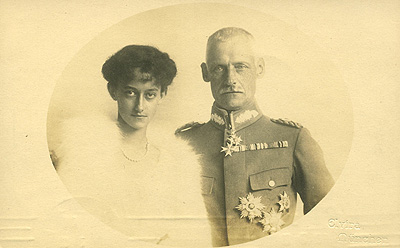
Prințesa Antonia și soțul ei, Rupert, Prinț Moștenitor al Bavariei, 1918.

Antonia și Rupert au avut următorii copii:
- Prințul Heinrich Franz Wilhelm de Bavaria (1922–1958). Căsătorit cu Anne Marie de Lustrac (1927–1999). Fără copii.
- Prințesa Irmingard Marie Josefa de Bavaria (1923–2010). Căsătorită cu vărul ei Prințul Ludwig de Bavaria (1913–2008); au avut copii.
- Prințesa Editha Marie Gabrielle Anna de Bavaria (n. 1924). Căsătorită prima dată cu Tito Tommaso Maria Brunetti (1905–1954) și a doua oară cu prof. Gustav Christian Schimert (1910–1990). A avut copii din ambele căsătorii.
- Prințesa Hilda Hildegard Marie Gabriele de Bavaria (1926–2002). Căsătorită cu Juan Bradstock Edgar Lockett de Loayza (1912–1987); au avut copii.
- Prințesa Gabriele Adelgunde Marie Theresia Antonia de Bavaria (n. 1927). Căsătorită cu Carl, Duce de Croÿ, Lord de Dülmen; au avut copii.
- Prințesa Sophie Marie Therese de Bavaria (n. 1935). Căsătorită cu Jean-Engelbert, Prinț și Duce de Arenberg; au avut copii.